# Dolf Hogewoning
C.H.A. (Dolf) Hogewoning (Leiden, 30 september 1956) is een Nederlands diplomaat.
Hogewoning studeerde Nederlands recht en geschiedenis in Leiden. Hierna was hij advocaat in Amsterdam. Vanaf 1987 was hij werkzaam op het ministerie van Buitenlandse Zaken. Hij was als diplomaat actief in Den Haag, Genève en Costa Rica. In 2002 werd hij op de ambassade in Madrid plaatsvervangend Chef de Poste. In 2006 werd Hogewoning benoemd tot algemeen secretaris van koningin Beatrix. Van 2009 tot 2012 was hij Nederlands ambassadeur in Syrië. In verband met de opstand in Syrië werd in februari besloten de ambassadeur terug te roepen.
Vanaf de zomer van 2012 tot 2016 was Hogewoning de Nederlandse ambassadeur in Mexico.
Van 2016 tot 2020 was hij consul-generaal in New York.  
Van zomer 2020 tot 2021 vervulde hij de functie van waarnemend ambassadeur te Amman, Jordanië. 
Sinds 2021 is Hogewoning de Nederlandse ambassadeur in Libië. 
- 1998 - 2002: Eerste medewerker Directie Integratie Europa
- 2002 - 2006: Plaatsvervangend Chef de Poste in Madrid
- 2006 - 2009: Algemeen Secretaris van Hare Majesteit de Koningin
- 2009 - 2012: Ambassadeur in Damascus
- 2012 - 2016: Ambassadeur in Mexico
- 2016 - 2020: Consul-generaal in New York
- 2020-2021 : Wnd Ambassadeur te Amman
- 2021- heden: Ambassadeur in Tripoli, met standplaats Amman